# Гербовые фигуры

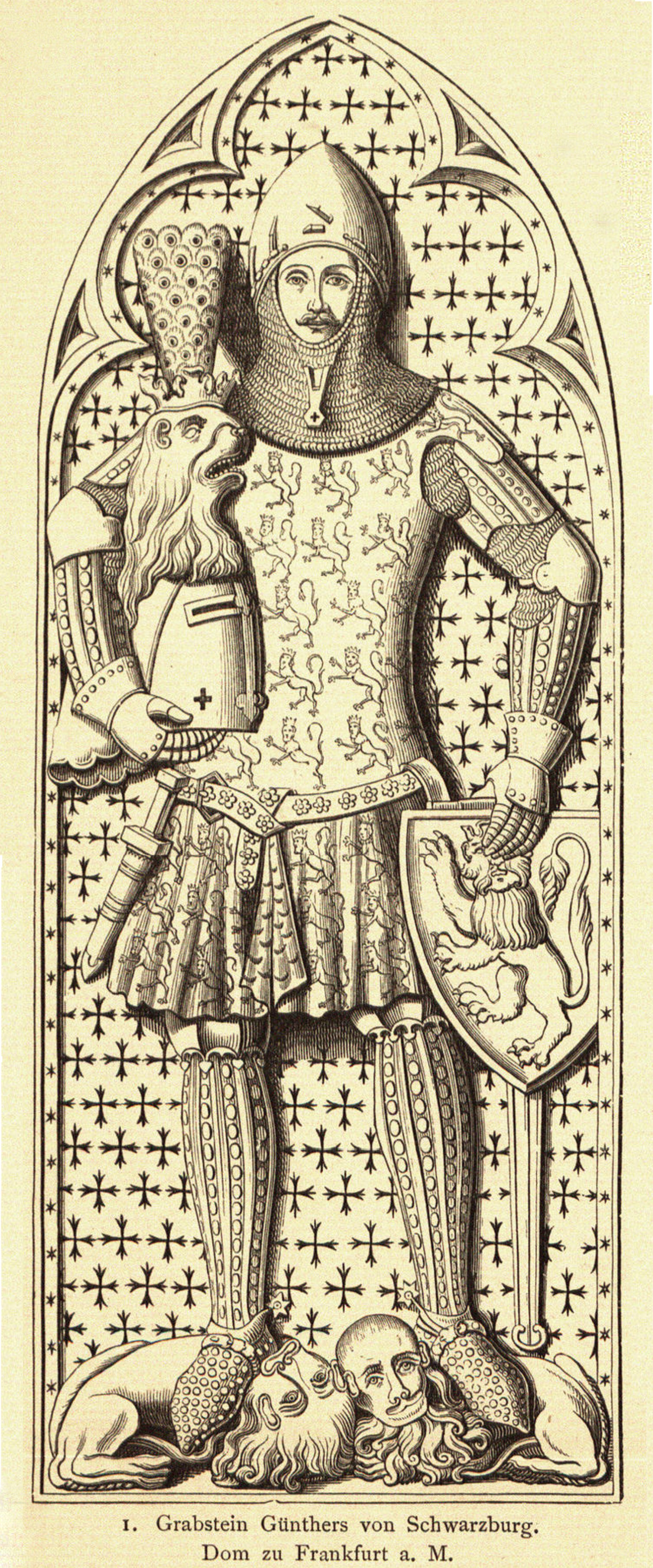
Кайзер Гюнтер фон Шварцбург, со шлемом, украшенным гербовой фигурой. Гербовые фигуры нанесены также и на его одежду, а на щите нарисован герб.

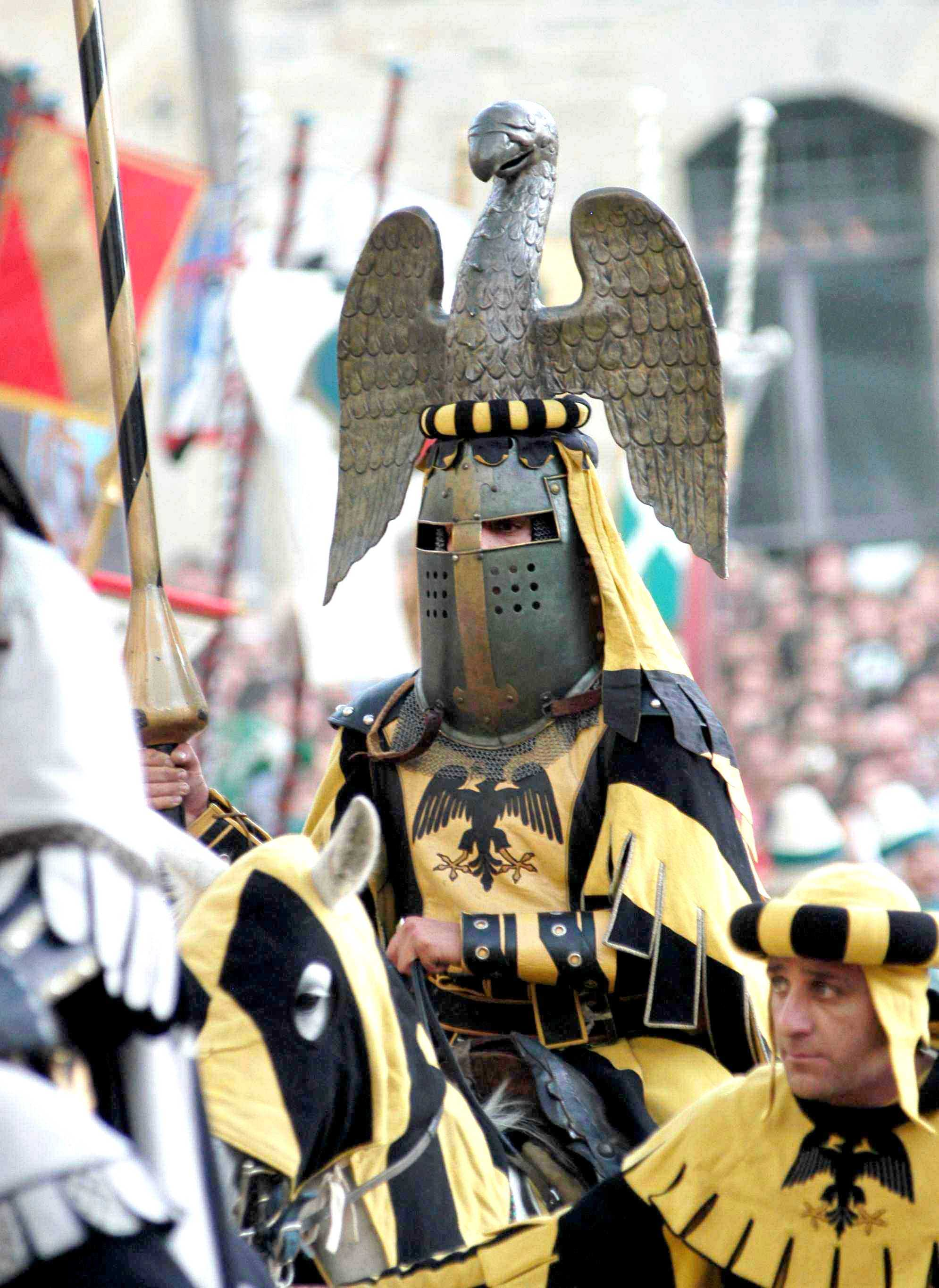
Рыцарь в сюрко и шлеме с нашлемником, бурлетом и намётом.

Гербовые фигуры (pieces honorables, ordinaries, Ehrenstucke) — все фигуры, размещённые в щите герба.
Гербовые фигуры подразделяют на геральдические — имеющие условное значение, и на фигуры, заимствованные из мира, то есть негеральдические (все остальные фигуры), которые, в свою очередь, условно делятся на естественные (лев, орёл, лилия и так далее) и искусственные (меч, подкова и так далее) и фантастические. Гербовыми фигурами часто украшались шлемы, сюрко, наплечные щитки и иногда их наносили на намет. Наносили их также на конские попоны.

## История
Принято считать, что гербовые фигуры — это символы, ведущие своё происхождение с рыцарских времён и связанные с традициями проведения рыцарских турниров. Однако некоторые геральдисты утверждают, что вначале возникла необходимость определённым образом делить плоскость щита для того, чтобы отличить одного участника состязаний от другого, а затем каждому типу деления было приписано то или иное символическое значение и смысловое наполнение гербовые фигуры обрели лишь впоследствии.

## Классификация гербовых фигур
Подавляющее число геральдистов разделяют их на «почётные» («ординарные») и «менее почётные» (в данном случае «почесть» не следует понимать буквально — скорее это определение указывает на хронологию, какая фигура является более древней, а какие — менее). Первая категория гербовых фигур, в свою очередь делится на два класса. Однако эта классификация не бесспорна и между геральдическими школами и отдельными геральдистами существуют разногласия по поводу того к какому классу или категории отнести ту или иную фигуру (особенно это касается усечённых и укороченных фигур). Аргументы в пользу той или иной классификации во многом надуманны и не имеют под собой чётких оснований.
Известный геральдист Кроллаланцы сумел примирить здравый смысл со старыми проверенными принципами классификации, соединив их в новой классификации, согласно которой фигуры распределяются в соответствии со своими геометрическими параметрами на следующие классы:
1. Гербовые фигуры первого порядка (хотя бы одной своей стороной касается границ щита) — глава, столб, пояс, перевязи (справа и слева), крест, Андреевский крест, оконечность, стропило, кайма[4], вилообразный крест, вольная четверть, клин, пониженная пирамида, остриё, большой клин.
2. Гербовые фигуры второго порядка (не касаются своими сторонами границ щита) — щиток, внутренняя кайма, брусок, уменьшенный вилообразный крест. Кроме того, существуют различные усечённые, сокращённые и изменённые формы гербовых фигур первого порядка, такие как малая глава, малый пояс, малая перевязь, сдвоенный пояс, сдвоенная перевязь, усечённая перевязь, столбик, кантон, ипсилон, крестик, отличающиеся по длине и ширине от основных фигур.
3. Гербовые фигуры третьего порядка (представлен общий тип, отдельные фигуры видоизменяются) — квадрат, равноценная шахматная клетка, обручи, двойная кайма, титло, ромб, а также безант, круг, колечко, гонт, полукорона, шар, шпиль, кристалл карбункула и так далее[5].